# 中山エリス
中山 エリス（なかやま エリス、1990年5月25日 - ）は、日本のAV女優。プライムエージェンシー所属。
東京都出身。趣味・特技：カラオケ、バレーボール。

## 略歴・人物
2009年12月にAVデビュー。

## 出演作品

### アダルトビデオ
2009年
- 新星 茶色い瞳の美少女（12月1日、MOODYZ） ※デビュー作

2010年
- 茶色い瞳で見つめるフェラチオ（1月1日、MOODYZ）
- ハミ毛女子高生（2月1日、MOODYZ）
- 「キミのお部屋でシテもいいですか?」（3月1日、MOODYZ）
- 7本番 肉棒10本170分スペシャル（4月1日、MOODYZ）
- 世界でいちばんキツイ膣（5月1日、MOODYZ）
- ヤバイよっ!膣内で出しちゃった!（6月1日、MOODYZ）
- 美人編集者凌辱 私は淫らな小説の生贄になる…。（7月7日、アタッカーズ）
- 家庭教師 3Students and teacher of mixed blood（7月7日、BeFree）
- 地元で有名な女子校生に中出し 8（7月9日、アップス）
- 串刺しされた雌豚ファイル VOL.13（7月9日、AFRO FILM）
- Drive 05（7月23日、フルセイル）
- HOT TOGETHER!! vol.18（7月23日、プレステージ）…共演:瀬名あゆむ、折笠弥生
- 世界一のチ●ポで白目むくまでガン突きFUCK!!!（8月5日、NON）
- なまいきコムスメ→生でやるっしょ!!（8月6日、プレステージ）
- ソノ気ニサセタラ、犯ラセテアゲル 撮り下ろし・4時間（9月15日、NON）…オムニバス作品 他出演:煌芽木ひかる、今井ほのか、和葉みれい、大堀香奈、桜りお、椎名唯、佐々木いちか、和希セイラ、貝瀬渚
- いつも見かけるカワイイ子 03（9月22日、フルセイル）
- 美味しいクラス委員（10月15日、スターパラダイス）
- FEEL THE パンティーストッキング（11月26日、HRC）
- 脱出不可能イラマチオ（12月15日、NON）…オムニバス作品 他出演:弘前亮子、恵けい、和葉みれい、早乙女らぶ、美月、西川紗希
- kira☆kira BLACK GAL SPECIAL 田舎に黒ギャルがやって来た☆ハメ狂い猛烈乱交（12月19日、kira☆kira）…共演:モカ、水玉レモン、辻宮楓
- 美少女制服レズ日記 2（12月20日、ピーターズ）…共演:愛音まひろ

2011年
- S-Cute Bookmark 09 貧乳コンプレックス（3月7日、S-Cute）…オムニバス作品 他出演:篠めぐみ、神河美音、葉山潤子
- エロ美少女の角オナニー（3月25日、アロマ企画）…オムニバス作品 他出演:梅咲ほの香、星咲なな子、つくし、前田陽菜、亜由美、瀬名あゆむ
- 寸止めSEXで玩具にされちゃった僕。2（4月13日、アロマ企画）…オムニバス作品 他出演:羽月希、鈴木ミント、前田陽菜
- いいなり女子校生 えりす（4月13日、隼エージェンシー）
- 女子校生の太股とパンチラ 6（4月25日、アロマ企画）…オムニバス作品 他出演:早乙女ルイ、可愛りん、松山エレナ、相沢えみり、瀬名あゆむ、月島うさぎ、上村香澄、大澤ちひろ、くるみ、直嶋あい、椿まひる、朝倉ことみ、村西まりな、小野こゆき、秋山陽菜、皆瀬ふう花、櫻井ゆり、つくし、成瀬心美
- エロ舐め美少女 全身舐めで発射されちゃった僕。Ⅲ（4月25日、アロマ企画）…オムニバス作品 他出演:美咲結衣、成瀬心美、片桐りの、時咲さくら
- フェラコレ2011春SP（4月25日、隼エージェンシー）…オムニバス作品 他出演:あきな、かなた美緒、茜笑美、伊波弥生、羽月希、加藤なつみ、弘前亮子、高城ゆい、今井かのん、桜りお、篠田ゆう、春咲あずみ、小西レナ、小峰ひなた、松浦あいり、松尾智香、瀬奈涼、早乙女ルイ、蒼木マナ、長谷川夢、長澤あずさ、姫村ナミ、北川瞳、阿利希カレラ、可愛りん、市井ルナ、神崎るな、大堀香奈、中居ちはる
- 大学の授業中に痴漢され声も出せず絶頂する女子大生 4（5月19日、ナチュラルハイ）…オムニバス作品 他出演:恵けい、篠原友里恵、ゆうきさやか、今村美穂
- 小悪魔美少女に接吻で骨抜きにされちゃった僕。2（5月25日、アロマ企画）…オムニバス作品 他出演:仲野希、相沢えみり、小野こゆき、美咲結衣
- こだわりの手コキ 4時間SP 35人のハンドメイド 19（5月25日、隼エージェンシー）…オムニバス作品 他出演:福山優、早乙女ルイ、来栖あさみ、有村千佳、麻宮かりん、長澤あずさ、長谷川夢、仲居ちはる、竹内りな、蒼木マナ、雪見紗弥、小泉ちなつ、春咲あずみ、篠田ゆう、持田ひろか、市井るな、桜りお、今井かのん、弘前亮子、桐生さくら、宮野麻奈果、橘なお、皆瀬ふう花、芽衣奈、可愛りん、園田真美、羽月希、伊波弥生、阿利希カレラ、まさき真、なるみ優、あきな、あいみ、MOE
- 10人の美味しい生フェラ（5月27日、HRC）…オムニバス作品 他出演:楓乃々花、若槻ゆめ、水嶋あい、多岐川一葉、中川もも、桐原あずさ、藤崎ひなた、堀口奈津美、東尾真子
- フェラコレ 女子校生編 5（6月25日、隼エージェンシー）…オムニバス作品 他出演:花木みつ、あいみ、園田泉美、橘なお、宮沢あいな、紺野渚、小宮山せりな、相沢えみり、竹内りな、長谷川聖那、長谷川夢、尾上ライナ、堀井ミカ、ERIKA、あきな、みくり、哀川りん、愛川まな、奥井レナ、音羽レオン、高島寧音、篠田ゆう、若葉くるみ、秋本ゆいか、渋谷莉子、仁科百華、雪野ひより、椎名みくる、木下若菜
- kira☆kira BLACK 15GALS ローリングフェラチオ未公開映像 4時間完全撮りおろし（7月19日、kira☆kira）…オムニバス作品 他出演:浜崎りお、RUMIKA、泉麻那、ERIKA、武藤クレア、桜庭ハル、霜月るな、AYAMI、ひかりれお、ASUKA、麻木りあ、浅見純、水玉レモン、辻宮楓
- 渋谷系ギャルにタイプの男をナンパさせたら、カメラの前でどこまでヤレるか!?（7月21日、最強）…オムニバス作品 他出演:つばさ、COCONA、霜月るな
- ディルドにまたがる女子校生 7（7月25日、アロマ企画）…オムニバス作品 他出演:有村千佳、前田陽菜、星咲なな子、西浦美由、彩音さくら、葉山由佳、あずみ恋
- 制服ギャル肉壷扱い（7月27日、ラマ）
- 国民的アイドル巨大ヒロイン 失禁マスクオフハードレイプ（8月12日、ZEUS）
- 姉きゅん 04（8月19日、ゴーゴーズ）
- フラワーショップの店員さん 今日のお仕事は中出し交尾♥ エリス（8月25日、サムシング）
- 義理の姉が、なんと超ギャルでギャルの友達と僕を性的にいじめるんです。Vol.2（9月8日、GARCON）…共演:哀川りん、桜りお
- 同じ会社で働く女性がノーブラノーパンだった!（10月1日、エッジ）…オムニバス作品 他出演:緋咲アンナ、月城愛子、須原優衣
- 制服の似合う女子校生をレイプする 2（10月7日、GLAY'z IMPACT）…オムニバス作品 他出演:希内あんな、大沢美加、加藤なつみ、葵ちひろ、藤原ひとみ、弘前亮子、今井かのん、若葉くるみ、小林みちる
- おはズボッ! やめて〜わー入ってきちゃった、ウソー!!（10月11日、アテナ映像）…オムニバス作品 他出演:叶みわ、瀬奈ジュン、後藤リサ、葉山真琴
- 尻美人（10月17日、メディア総販ソレイル）
- 漫画喫茶の個室でエロい事をしていたほろ酔いカップルの女を彼氏の眠っている隙に襲ってみたら…（11月10日、プレステージ）…オムニバス作品 他出演:柏木エリカ、辺見麻衣
- 黒パンスト恥辱 尻アングル（11月11日、映天）…オムニバス作品 他出演:ゆうきさやか、大島しずか、小倉もも、辺見麻衣、鈴井りさ
- Private Dance Erotic（11月11日、OFFICE K’S）…オムニバス作品 他出演:夏海碧、ゆうきさやか
- 高速マシンガン手コキ（11月11日、OFFICE K’S）…オムニバス作品 他出演:山吹瞳、早坂愛梨、東尾真子、羽月希、仲本紗代
- 恋夜【ren-ya】Premium 第十夜（11月22日、ONE MORE）
- 咥えたまま完全口内発射フェラチオ（11月25日、OFFICE K’S）…オムニバス作品 他出演:小倉もも、早坂愛梨、辺見麻衣、東尾真子

## 出演
- おとなのびっくりは～いすくーる（日本海テレビ、2011年7月） - マンスリーゲスト